# Cormelles-le-Royal
Cormelles-le-Royal ist eine französische Stadt mit 5273 Einwohnern (Stand 1. Januar 2022) im Département Calvados in der Region Normandie. Sie gehört zum Arrondissement Caen und zum Kanton Ifs. Die Einwohner nennen sich Cormellois(es).

## Geographie
Cormelles-le-Royal liegt 3,4 Kilometer südöstlich von Caen an der N 814, die um Caen herum verläuft.

## Geschichte
Cormelles-le-Royal wird in einer Urkunde von 1195 Cormellae juxta Cadonum genannt, lateinisch für „Cormellae bei Caen“. 1281 wurde es als Cormeiles erwähnt. Es wird angenommen, dass der Name durch die Anpflanzung von Speierlings (frz. cormier) entstanden ist.
Das Privileg sich le-Royal („die Königliche“) zu nennen, hat die Stadt seit 1353. Während der Französischen Revolution wurde ab 1789 der Zusatz le-Royal aus dem Namen entfernt und die Stadt in Cormelles-le-Libre umbenannt. 1793 hieß sie dann einfach nur Cormelles und 1801 war sogar Coronelles gebräuchlich. Erst 1969 wurde die Stadt wieder Cormelles-le-Royal genannt.
Im 18. Jahrhundert, in der Herrschaftszeit von Ludwig XV., zog die Familie de la Guérinière nach Cormelles-le-Royal und ließ sich dort ein Herrenhaus und Reithallen bauen. Das Anwesen wurde nach der Familie La Guérinère genannt. Herrenhaus und Reithallen wurden als Außenstelle der académie d’équitation (Reitakademie von Caen) bis zur Französischen Revolution genutzt und 1795 geschlossen.
1905 wurde La Guérinière in eine Geflügelzucht verwandelt, 1909 verkauft und 1920 an einen Pferdezüchter abgegeben. Am 19. Juli 1944 erreichten die ersten kanadischen Truppen (Canadian Scottish Regiment) Cormelles. Der damalige Bürgermeister hatte den Einwohnern geraten die Stadt zu verlassen. Während der Operation Totalize wurde La Guérinière bombardiert und zerstört.

### Bevölkerungsentwicklung
| Jahr                       | 1962 | 1968 | 1975 | 1982 | 1990 | 1999 | 2007 | 2016 |
| Einwohner                  | 1629 | 1862 | 3099 | 3442 | 4604 | 4599 | 4431 | 4864 |
| Quellen: Cassini und INSEE |      |      |      |      |      |      |      |      |

## Gemeindepartnerschaften
Cormelles-le-Royal ist Partnergemeinde von Röthlein in Deutschland und Combe Martin in England.

## Persönlichkeiten
- Gilles-André de La Rocque (1598–1686), französischer Genealoge, Heraldiker und Geschichtsschreiber von Ludwig XIV.
- François Robichon de la Guérinière (1688–1751), französischer Reitlehrer, Autor und Reitmeister des Königs Ludwig XV. Er verbrachte seine Jugend in La Guérinière.

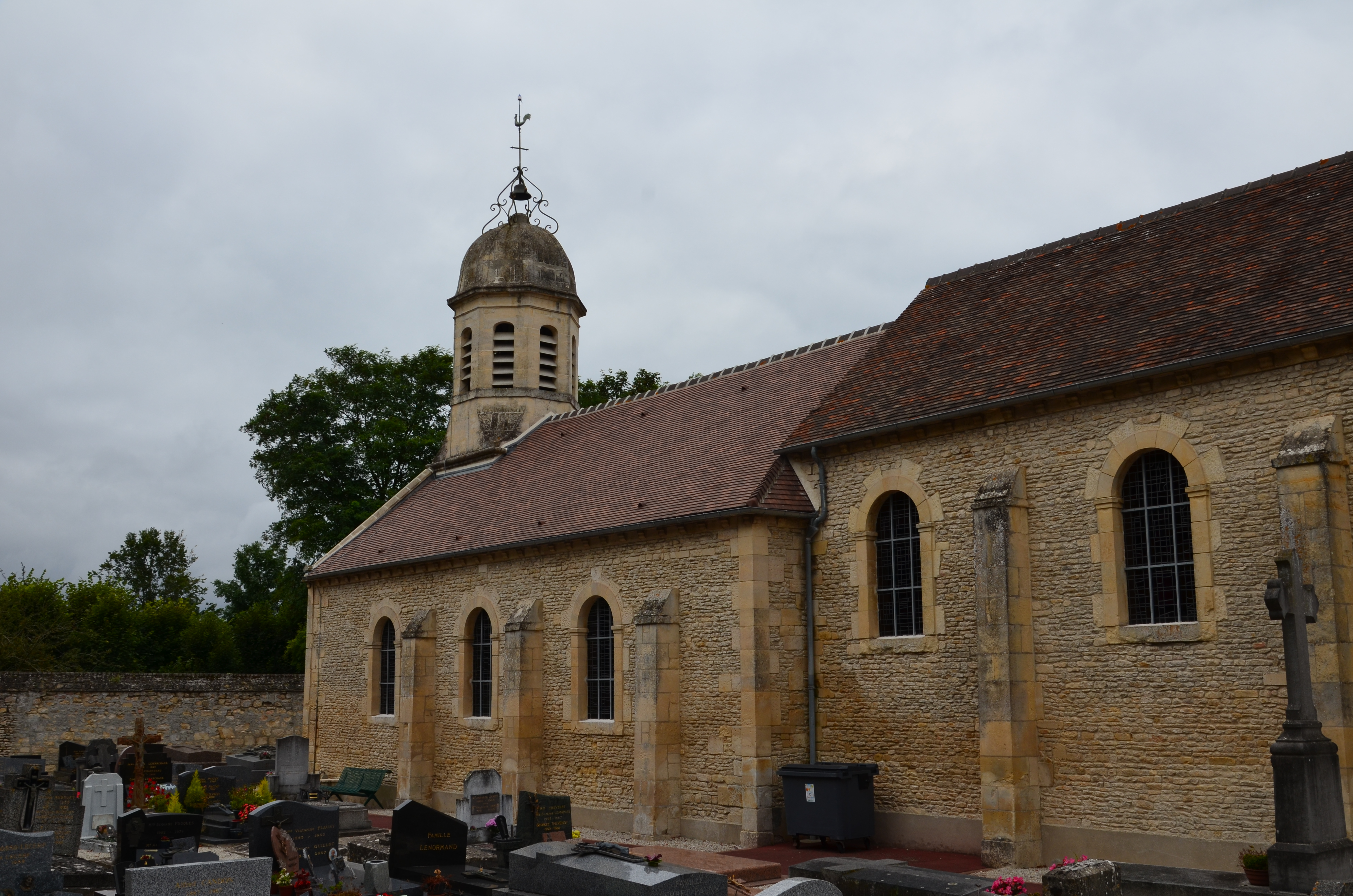
Kirche Saint-Martin

## Sport
Mit der Entente Sportive verfügt die Gemeinde über einen Fußballverein, dessen Frauenteam lange in einer der beiden höchsten französischen Ligen vertreten war.